# Powiat Isole
Isole (wł. Circolo di Isole) – powiat w Szwajcarii, w kantonie Ticino, w okręgu Locarno. Siedziba administracyjna powiatu znajduje się w miejscowości Ascona.
Powiat składa się z czterech gmin (comune) o powierzchni 37,10 km² i o liczbie mieszkańców 14 506.

## Gminy
| Nazwa gminy        | Powierzchnia km² | Liczba mieszkańców 31 grudnia 2021 |
| ------------------ | ---------------- | ---------------------------------- |
| Ascona             | 4,95             | 5 442                              |
| Brissago           | 17,89            | 1 664                              |
| Losone             | 9,26             | 6 729                              |
| Ronco sopra Ascona | 5,00             | 542                                |